# Trox contractus
Trox contractus là một loài bọ cánh cứng trong họ Trogidae.

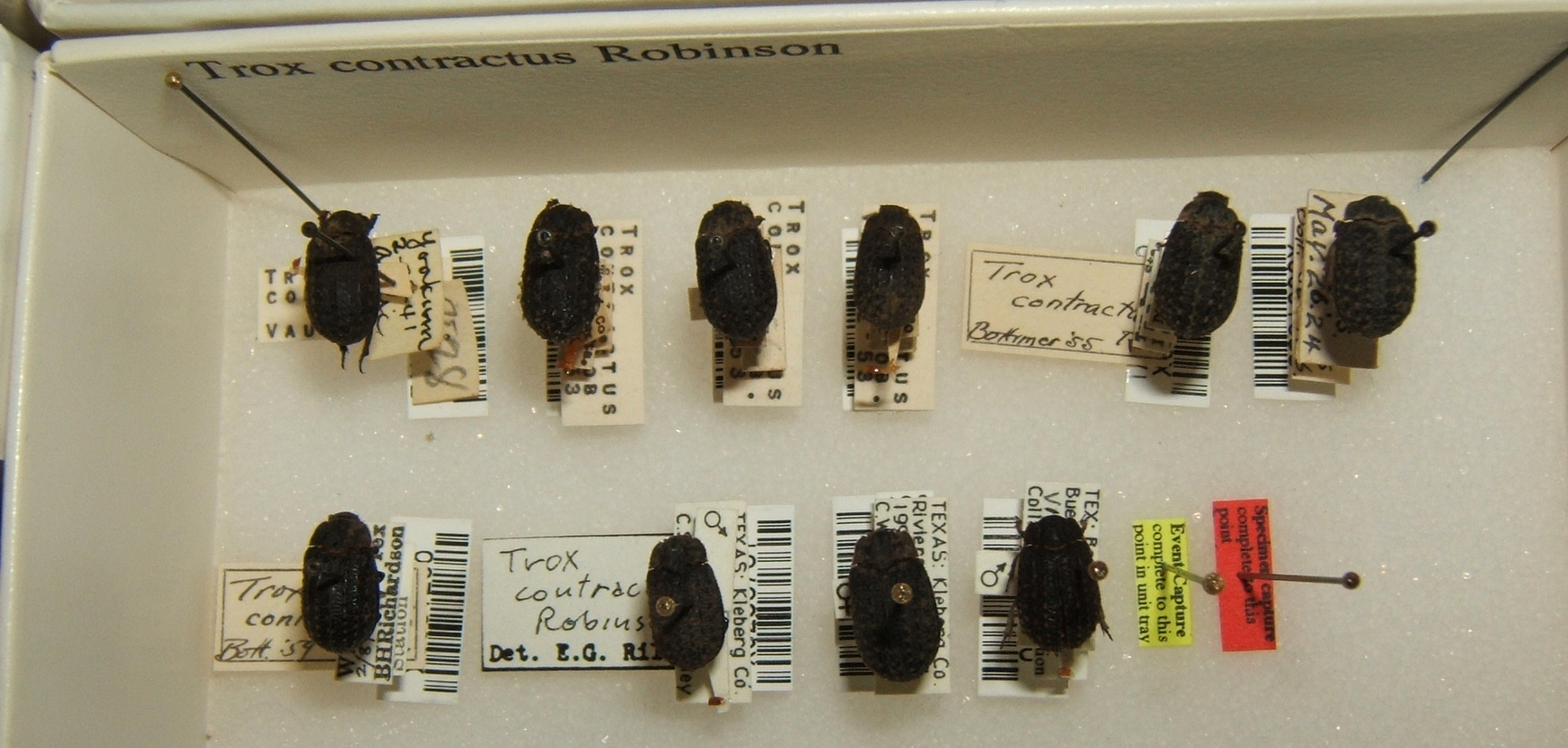
Trox contractus variation